# Chose (droit)
Pour les articles homonymes, voir Chose.
Ne doit pas être confondu avec Bien (droit).
En droit, une chose est une portion délimitée et impersonnelle de l'univers matériel susceptible d'une maîtrise humaine. Les choses sont les objets des droits réels.
La notion de chose remonte au concept de res du droit romain. Le domaine du droit qui étudie les choses s'appelle le droit des biens ou droits réels. 

## Des « choses » et des « biens »
Le langage juridique emploie volontiers « bien » en remplacement de « chose ». Toutefois la doctrine a attaché une signification différente aux mots choses et biens. Chose, pris philosophiquement se dit de ce qui est, il se dit indifféremment de tout, sa signification se déterminant par la matière dont on traite. Mais dans le langage du droit il présente un sens moins vague quoique peu déterminé, il s'entend de tout ce qui est dans la nature et qui peut être de quelque utilité aux hommes, que ce puisse être ou non possédé par eux comme un champ, une statue, l'air, l'eau courante, les animaux sauvages, etc. Le mot biens a une signification moins étendue ; par lui on désigne seulement les choses qui sont l'objet d'une propriété publique ou privée ; les choses que l'on possède (même les esclaves dans les pays où l'esclavage a été admis). Suivant les étymologistes ce mot vient du terme latin beo, rendre heureux, parce que pour les jurisconsultes du moins, les biens contribuent au bonheur de la vie (« nous procurant les moyens d'en augmenter les jouissances et nous fournissant ce qui est nécessaire pour la conserver ») ; pour cela il faut les posséder. Ce terme biens correspond en quelque sorte à l'expression pecunia du droit romain dont le sens est infiniment plus restreint que celui du mot res pris de manière abstraite car si dans le langage des Papinien et des Paul ce terme pécunia n'exprime pas seulement tout ce qui est or ou argent monnayé ou non, il ne s'entend du moins que des biens qui peuvent entrer dans notre patrimoine. On voit par ces définitions que tous les biens sont des choses mais que toutes les choses ne sont pas des biens.